# 가리왕산
가리왕산(加里王山)은 대한민국 강원특별자치도 정선군과 평창군에 걸쳐 있는 산이다.오대산의 남쪽에 있으면서 높이도 비슷하여 오대산과 더불어 태백산맥의 지붕노릇을 하고 있다.
전형적인 육산이며 능선에는 고산식물인 주목, 잣나무, 단풍나무 등 각종 수목이 울창하다.
갈왕(葛王)이 난을 피하여 숨어든 곳이라 하여 갈왕산(葛王山)이라 부르다가 일제 강점기를 거치면서 가리왕산(加里王山)으로 불리고 있다. 정선아리랑의 고장이다.
지금은 가리왕산 안에 국립 자연 휴양림이 있으며 예약은 국립휴양림(www.huyang.go.kr/)에서 이용 가능하다

## 등산로 코스
가리왕산에는 등산로 코스가 3곳이 있다.
가리왕산 1코스는 총거리가  4.9Km 이고, 심마니교에서 시작하여 장구목이까지 이어지는 등산로 코스이다. 소요시간은 약 2시간 55분이 걸린다.
가리왕산 2코스는 총거리가 5.93Km 이고, 매표소에서 시작하여 정상까지 이어지는 등산로 코스이다. 소요시간은 약 3시간이 걸린다.
가리왕산 3코스는 총거리가 3.82Km 이고, 장구목이에서 시작하여 정상까지 이어지는 등산로 코스이다. 소요시간은 약 3시간이 걸린다.

## 자연휴양림
1993년에 개장하여 수용인원은 하루에 500~1000명 정도이다. 숙박시설로 객실 24개 야영장 45개를 가지고 있다.
주변 시장현황으로는 정선군은 주변에 대학이 없고 대규모 기업체로는 사북읍에 위치한 강원랜드가 유일한 실정이나 축제 및 행사는 풍부한 편으로 9월말경 에 열리는 정선 아리랑제, 매월(2,7,12,17,22,27일)마다 열리는 정선오일장, 매년 6월 열리는 두위봉 철쭉축제, 10월 중순에 열리는 민둥산 억새꽃 축제, 1월중 북면 구절리 역에서 열리는 정선 아이스 페스티벌, 8월 초에 열리는 아우라지 뗏목축제 등이 열린다.
보유 서비스는 현재로는 숲해설 및 숲체험 프로그램(무료)과, 숲체험관에서 목공예체험(유료) 및 학습프로그램을 운영함.
주변 먹거리로는 오삼불고기, 곤드레밥, 황기백숙 등이 있고 여가 시설로는 하이원스키장, 강원랜드가 있다.
볼거리로는 아라리촌, 화암동굴 등이 있다.

## 가리왕산의 위기
현재 가리왕산이 개발로 인한 위기를 겪고 있다. 2018 평창올림픽 경기장을 지어야 해서 가리왕산을 개발해려 하고 있기 때문에 개발과 보전 사이에서 갈등이 일어나고 있다.

## 가리왕산 도서
'아름다워서 슬픈 가리왕산' [저자-조명환]
가리왕산이 평창올림픽으로 인해 개발되어 파괴되는 모습이 안타까운 저자의 느낌을 사진까지 담아 더욱 와닿게 전달하고 싶어하는 메시지가 담긴 책이다.
'가리왕산 고자배기' [저자-배덕춘]
외에도 우리나라 여러 산들을 소개해주는 책에서 가리왕산을 소개해주는 내용이 담긴 책들이 많이 있다.

## 같이 보기
- 한국의 산